# Boyi Kao
En aquest nom xinès, el cognom és Ji (姬).
Boyi Kao (xinès tradicional i simplificat: 伯邑考, pinyin: Bóyì Kǎo, Wade-Giles: Po-yi Kao) o Bo Yikao va ser el fill major del Rei Wen, fundador de la Dinastia Zhou. Se sap que va morir abans que el seu pare però la causa de la mort no es troba enregistrada en la història. Kao apareix com un personatge de la novel·la xinesa de la Dinastia Ming Fengshen Yanyi (Investidura dels Déus).

## En la ficció
Boyi Kao apareix com un personatge en la novel·la de fantasia èpica Fengshen Bang. Ell és el fill major i més emblemàtic de Ji Chang, el Duc Occidental de la Dinastia Shang. No només és versat en música i les arts, també és ben plantat en aparença i és conegut per ser un fill filial. En un moment donat, el tirànic Rei Zhou de Shang va començar a sospitar de Ji Chang i el posà sota arrest domiciliari a Youli (羑里) per set anys.